# Геза Імре
Геза Імре (угор. Imre Géza; нар. 23 грудня 1974 року, Будапешт, Угорщина) — угорський фехтувальник (шпага), срібний призер Олімпійських ігор 2016 року в індивідуальній шпазі та 2004 року в командній шпазі, бронзовий призер Олімпійських ігор 1996 року в індивідуальній шпазі,  чотириразовий чемпіон світу та шестиразовий чемпіон Європи, багаторазовий призер чемпіонатів світу та Європи.

## Виступи на Олімпіадах
| Олімпіада    | Дисципліна          | Місце |
| ------------ | ------------------- | ----- |
| Атланта 1996 | індивідуальна шпага | 3     |
| Атланта 1996 | командна шпага      | 6     |
| Афіни 2004   | індивідуальна шпага | 17    |
| Афіни 2004   | командна шпага      | 2     |
| Пекін 2008   | індивідуальна шпага | 9     |
| Пекін 2008   | командна шпага      | 5     |
| Лондон 2012  | індивідуальна шпага | 9     |
| Ріо 2016     | індивідуальна шпага | 2     |
| Ріо 2016     | командна шпага      | 3     |